# Genau jener Münchhausen
Genau jener Münchhausen (russisch Тот самый Мюнхгаузен, Tot samy Münchhausen) ist ein sowjetischer zweiteiliger Fernsehfilm aus dem Jahr 1979. Der vom Mosfilm produzierte Bildstreifen des Genres romantische Tragikomödie zählt zu den größten Filmerfolgen des Film- und Theaterregisseurs Mark Sacharow. Das Drehbuch von Grigori Gorin basiert nur vage auf den Lügengeschichten des Baron Münchhausen. Im Film wird der Baron als nonkonformistischer und kompromissloser romantischer Held dargestellt, der mit unerschöpflicher Fantasie, unkonventionellem Verhalten und scharfer Zunge das stumpfe, langweilige und monotone Leben aufheitern will. Damit stößt er auf Unverständnis und Ablehnung seitens der konservativen Gesellschaft, die versucht, ihn zu maßregeln und schlussendlich zu vernichten. Der Film wird in vielen Aspekten als eine allegorische Satire der spätsowjetischen Gesellschaft interpretiert.
Die Rolle des Barons gehört zu den Starrollen von Oleg Jankowski. Mit ihm, sowie mit Inna Tschurikowa als Baronesse Jacobine von Münchhausen, Alexander Abdulow als Rechtsanwalt Rammkopf, und Leonid Bronewoi als Kurfürst von Hannover bildete die Truppe des Sacharow’shen Lenkom-Theaters den Kern der Filmmannschaft.

## Handlung

### 1. Folge
Die Handlung spielt im Kurfürstentum Hannover, im Jahr 1779 nach der Chronologie des Filmsujets. Baron Münchhausen wird von seiner Umgebung als Fabulant wahrgenommen, der in einer Fantasiewelt lebt. Allerdings erweisen sich seine Fantasien seltsamerweise immer wieder als Realität. So sehen die Jäger am Lagerfeuer, die über seine Jagdgeschichte lachen, wo er angeblich auf einen Hirsch mit einem Kirschkern schoss, plötzlich ein edles Tier aus dem Wald kommen mit einem Kirschbaum anstelle des Geweihs. Der Baron betont, dass er nicht für seine Heldentaten berühmt wurde, sondern dafür, dass er niemals lügt. Und tatsächlich findet er es abscheulich, aus Eigennutz oder des Anstands wegen zu lügen.
Münchhausen lebt auf seinem Schloss mit seiner jungen bezaubernden Geliebten Martha. Ihren Hochzeitsplänen stehen die familiären Umstände des Barons im Wege. In seiner Jugend wurde er nach dem Willen der Eltern mit Jacobine von Dunten zwangsverheiratet. Die Baronesse lebt seit zwei Jahren getrennt von ihm, mit ihrem erwachsenen Sohn, Theophil. Münchhausens Scheidungsgesuch kann nur vom Kurfürsten genehmigt werden, aber Jacobine und ihr Liebhaber, der Rechtsanwalt Heinrich Rammkopf, versuchen es mit allen Mitteln zu verhindern. Sie wollen die Anerkennung des Barons als geisteskrank und somit geschäftsunfähig erreichen, um über sein Eigentum verfügen zu können. Dafür stiehlt Rammkopf ein Blatt aus Münchhausens Tagebuch, wo u. a. „die Vertreibung der Wolken“ morgens, „eine Heldentat“ vormittags und schließlich eine Kriegserklärung gegen England für vier Uhr nachmittags am selben Tag geplant sind. Münchhausen behauptet, England ein Kriegsultimatum gesetzt zu haben, mit der Forderung, die Unabhängigkeit der nordamerikanischen Kolonien bis zu diesem Zeitpunkt anzuerkennen. Der Kurfürst lässt den Baron daraufhin festnehmen und dann jedoch wieder frei, als in der frischen Zeitungsausgabe über die soeben verkündete Anerkennung der Unabhängigkeit der Vereinigten Staaten durch England berichtet wird.
Münchhausen wandte sich an mehrere Priester, aber sie alle weigerten sich, ihn mit Martha zu trauen. Doch eines Tages hat der Kurfürst, zornig nach einem Streit mit seiner Frau, alle Scheidungsgesuche mit den Worten „Freiheit! Alle in die Freiheit!“ unterschrieben. Martha ist glücklich und besorgt zugleich, ob ihr Geliebter nicht schon wieder eine neue Nummer bei der Gerichtssitzung im Scheidungsverfahren abzieht.
Und so geschieht es. Bei der Unterzeichnung der Scheidungspapiere schreibt Münchhausen den 32. Mai als Datum hinein. Nach seinen Berechnungen sei eine Korrektur des Kalenders hinfällig, und in diesem Jahr soll es einen zusätzlichen Tag geben. Er möchte deswegen Martha und allen anderen einen weiteren Tag des Frühlings schenken. Aber die Ideen und die astronomischen Beobachtungen des Barons werden nur als eine weitere Herausforderung der Gesellschaft, Beleidigung des Gerichts und Gefährdung der öffentlichen Ordnung wahrgenommen.
Es kommt zum Eklat. Das Gericht weigert sich, die Scheidung auszusprechen. Von Baron wird ein schriftliches Geständnis gefordert: Er muss all seine Geschichten für bloße Phantasien erklären. Seine Freunde, sein Diener Thomas, Martha, alle reden dem Baron ein, er solle zustimmen. Schließlich setzt ihm Martha ein Ultimatum: entweder seine Geschichten oder sie. Münchhausen gibt nach: Er unterschreibt das Abschwören von sich selbst, verbrennt all seine Manuskripte und verlässt den Raum mit einer Pistole. Man hört einen Schuss.

### 2. Folge
Nach dem offiziell verkündeten Tod des Barons vergingen drei Jahre. Aus dem lebendigen Unruhestifter Münchhausen wurde eine tote Prominenz. Jacobine veröffentlicht seine kompletten Werke, wobei die Erinnerungen des Barons frisiert und verziert wurden. Münchhausen wird als „eine große und von Zeitgenossen unverstandene Persönlichkeit“ gefeiert, und am 32. Mai, dem dritten Jahrestag seines Todes, soll ein Denkmal für den Baron auf dem Hauptplatz der Stadt eingeweiht werden. Rammkopf macht Touristenführungen durch das Schloss des Barons und begründet wissenschaftlich die Möglichkeit, sich selbst an den Haaren hochzuheben. Theophil versucht erfolglos, die Heldentaten des Vaters zu wiederholen, u. a. sich selbst an den Haaren hochzuheben und Enten durch den Schornstein abzuschießen.
Der ehemalige Diener und bedingungsloser Unterstützer Münchhausens, Thomas, will Blumen für das Grab des Barons kaufen und erkennt im Blumenhändler seinen ehemaligen Herren. Der Selbstmord und die anschließende Beerdigung wurden nur vorgetäuscht. Der Baron hinterließ sein Vermögen den offiziellen Erben und wurde zum Gärtner Müller. So konnte er Martha heiraten und mit ihr zusammenleben. Aber das gewöhnliche Leben hat ihn stark verändert: Aus dem Spaßvogel und Visionär wurde ein mürrischer und berechnender Zyniker (Allein meine Beerdigung brachte mir mehr Geld als das ganze Leben davor). Letztlich konnte ihn Martha nicht mehr ertragen und hat ihn verlassen.
Münchhausen will Martha und sein altes Leben zurückbekommen: Er will „auferstehen“. Für die Stadt wurde er aber zu einem Symbol, einer Legende. Lebendig braucht ihn niemand außer Martha und Thomas. Als er den Eingeweihten von seiner Intention erzählt, erklärt ihn der Bürgermeister, früher sein enger Freund, kurzerhand zu einem Hochstapler und lässt ihn „zur Feststellung der Identität“ festnehmen. Die Gerichtsverhandlung läuft wie ein gut organisiertes Spektakel. Alle ehemaligen Freunde und Verwandten des Barons erkennen ihn nicht. Nur Martha entscheidet sich im letzten Moment als Zeugin aufzutreten, weshalb die Anhörung unterbrochen wird. Der Angeklagte soll nun einer entscheidenden Prüfung unterzogen werden: Als Beweis seiner Person soll er eine Heldentat Münchhausens wiederholen, nämlich auf einer Kanonenkugel zum Mond fliegen.
Die Prüfungsprozedur findet am 32. Mai 1783 in einer feierlichen Zeremonie statt, wieder nach einem vorgegebenen Szenario. Die unentschlossene Martha liest dem Kurfürsten zunächst ein Gesuch vor, ihren „verirrten Ehemann Müller“ zu begnadigen. Aber dann verrät sie dem Geliebten das Geheimnis: Die Kanone wurde mit feuchtem Schießpulver geladen, damit die Kugel nur ein Paar Schritte weit fliegt und der Baron unter dem allgemeinen Gelächter auf den Rasen fällt. Das soll als entscheidender Beweis gegen den Angeklagten interpretiert werden. Als Thomas nach Anweisung des Baron einen Sack Trockenpulver zum Nachladen bringt, kommt es zur Verwirrung bei den Organisatoren des Schauprozesses. Sie wollten nämlich Münchhausen nur auslachen aber nicht töten. Der Kurfürst wird sofort überzeugt, die Identität des Baron anzuerkennen und seine „neue Reise zum Mond“ als bereits geschehen zu deklarieren. Das zuvor geplante Volksfest zum 3. Todestag des Barons beginnt unverändert, nur aus einem anderen Anlass, nämlich als ein Fest seiner Rückkehr vom Mond. Jacobine erzählt, dass sie früher schon zweimal mit ihrem Mann zusammen auf dem Mond war, und dass sie plant, ihre Erinnerungen an diese Reisen zu veröffentlichen.
Münchhausen kann jedoch die Lüge nicht akzeptieren. Er hetzt von einem Ort zum anderen, sieht überall die gleichen heiteren, übermäßig freundlichen Gesichter und die für seine Rückkehr erhobenen Gläser. Schließlich läuft er zur Kanone zurück und spricht seinen finalen Monolog: Ich habe Ihr Problem verstanden: Sie sind zu ernst! Eine ernste Miene ist noch kein Zeichen von Intelligenz, meine Herren. Alle Dummheiten auf der Erde werden mit diesem Gesichtsausdruck begangen. Lächeln Sie, meine Herren! Lächeln Sie!
Baron gibt Thomas die Anweisungen zum Tag seiner Rückkehr und beginnt, die Leiter zur Mündung der Kanone hochzuklettern. Der Kamerawinkel ändert sich, und es stellt sich heraus, dass es keine Kanone mehr gibt. Der Baron klettert die nun unendlich gewordene Leiter in den Himmel. Es erklingt die abschließende Melodie.

## Entstehungsgeschichte
Die Dreharbeiten fanden im „authentisch“ aussehenden Wernigerode, DDR, statt. Für die sowjetische Filmgesellschaft war es viel leichter, dort die Dreharbeiten zu organisieren, als in Münchhausens Heimatort Bodenwerder in der BRD.
Im Unterschied zu den früheren Werken Sacharows, wie beispielsweise Ein gewöhnliches Wunder, ging der Film unerwartet leicht durch die sowjetische Zensur, obwohl in vielen Szenen eine offensichtliche Parodie auf die damalige erstarrte sowjetische Gesellschaft zu erkennen war. Nur eine Episode musste ausgeschnitten werden, in der die Jäger erzählten, dass sie alle Bücher des Barons studierten, weil diese so klug und nützlich seien. Man sah darin eine Parallele zu den damals obligatorischen Lesungen von Breschnews Büchern.
Später, in den 1990er Jahren wurde ein Dialog zwischen dem Pastor und dem Baron gekürzt. Die folgenden Phrasen wurden ausgeschnitten: Pastor: Ich las Ihr Buch. Was für einen Irrsinn haben sie da verfasst! – Münchhausen: Ich las Ihres. Es ist nicht besser. – Pastor: Welches? – Münchhausen: Die Bibel.

## Rezeption
Die Fabel ergreift die charakteristischen Themen der Romantik, wie der Konflikt zwischen der frei schöpferischen Phantasie und der rein rationalen Erfassung der Welt, das Niederreißen von Grenzen zwischen Traum und Realität, die Ablehnung der gesellschaftlichen Konventionen und das Zerbrechen des romantischen Helden an der rauen Wirklichkeit. Die letzte spiegelt sich äußerlich vor allem in Form von Spießigkeit und Doppelmoral des Adels und des Bürgertums. Jedoch erkennt man an den vielen Allusionen in der Sprache und in den Handlungen (wie z. B. die fein abgestimmten Schauprozesse) eine brillante satirische Darstellung der sowjetischen Gesellschaft.
Der Film zählt zu den populärsten Komödien der ehemaligen UdSSR. Die schlagfertigen Dialoge wurden zum Zitate-Fundus in der russischen Kultur.
Der Bildstreifen gewann den Preis für die beste Regie für Mark Sacharow und den Preis der Pressejuri am Internationalen Fernsehfilm-Festival in Prag (1979), bleibt ansonsten dem internationalen Publikum bis heute weitgehend unbekannt.

## Nachwirkung
Seit 2010 finden an verschiedenen Orten in Russland und in der Ukraine Dokumentar- und Sozialfilmfestivals „32. Mai“ statt, die von verschiedenen Menschenrechts- und Jugendorganisationen organisiert werden. Das fiktive Datum symbolisiere dabei den „Tag des Unbekannten Helden“.

## Abweichungen von historischen Fakten
- Der wahre Freiherr von Münchhausen war mit der baltischen Landadligen Jacobine von Dunten verheiratet. Sie lebten zusammen seit 1744 bis zum Tode von Jacobine im Jahre 1790. Das Paar war kinderlos. 1794 ehelichte Münchhausen die 20-jährige Bernhardine Brunsig von Brunn. Kurz nach der Hochzeit kam es zu schlimmen Zerwürfnissen. Wegen ehelicher Untreue reichte der 73-jährige Baron die Scheidung ein. In einem 3 Jahre lang andauernden und Aufsehen erregenden, ruinösen Scheidungsprozess endete die Ehe. Der Baron verlor dadurch fast sein ganzes Vermögen.
- Im Film erkennt England die Unabhängigkeit der USA nach dem „Ultimatum“ des Barons im Jahr 1779 an. Tatsächlich geschah es am 3. September 1783.
- Zwischen 1714 und 1837 war Großbritannien in der Personalunion mit Hannover, so dass Münchhausen diesem keinen Krieg hätte erklären, sondern höchstens Meuterei begehen können. Georg III., der damalige König von Großbritannien und Irland und Kurfürst von Braunschweig-Lüneburg, hat niemals Hannover besucht.
- Der Kurfürst, der sich vor allem für Mode, Schneidern und Nähen interessiert, benutzt eine in seinem Arbeitskabinett installierte Nähmaschine. Solche Maschinentypen gab es Ende des 18. Jahrhunderts noch nicht. Die ersten dieser Art wurden etwa ein halbes Jahrhundert später von I. M. Singer & Co. hergestellt.
- Der „Gärtner Müller“ erzählt Thomas, dass sein Kind 12 Kilo wiegt. Das erste metrische Einheitensystem wurde aber erst 1793 in Frankreich im Zuge der französischen Revolution eingeführt.
- Rammkopf informiert das Gericht, dass „der Angeklagte sich auf tückische Weise … sogar die Fingerabdrücke des verstorbenen Barons angeeignet hat.“ Tatsächlich gab es zu der Zeit noch kein Verfahren des daktyloskopischen Identitätsnachweises. Die Hypothese der Unverwechselbarkeit und der Unveränderlichkeit des Papillarlinienmusters wurde erst etwa ein Jahrhundert später von William James Herschel veröffentlicht.